# 荒谷歩美
荒谷 歩美（あらたに あゆみ）は、品川フィルハーモニー・アンサンブル代表理事、音楽家、フルート奏者。
また、公共財団法人品川文化振興事業団の品川ゆかりアーティストでもある。公共財団法人品川文化振興事業団では、 品川区にゆかりのあるアーティストの活動支援をしている。アーティストの活動情報などを発信することにより、アーティストを支援するとともに、地域における文化芸術活動の活性化、充実を目指す。

## 活動履歴
3歳よりピアノを始める。エリザベト音楽大学卒業。
パリ・エコールノルマル音楽院フルート科第六課程音楽教育高等課程卒業、ヴェネチア国立音楽院フルート科修了。
パリ第4大学ソルボンヌ付属フランス語文明コースC1クラス終了。
フルートを伊藤文絵、植田恭子、竹本博、小坂哲也、糸井正博、F.ロッティ、M.キムに、室内楽をG.B.リゴンに師事。2009,10年モーツァルテウム音楽院サマーアカデミー、2011,12年セルモネタ、2017年BDB音楽アカデミーにて各ディプロマ取得P.L.グラーフに師事。
私立武田中学校音楽講師、パリ16区私立音楽院フルート講師として勤務した。
東京サントリーブルーローズ、オペラシティ、イタリア文化会館東京(2009, 16, 18)、ヴェネチアカーニバル、ビエンナーレ、ゴルドーニ劇場、カ・ペーザロ宮殿、フラーリ教会、ヴェネチアサミット会場、ヴェローナ城、トスカーナ古城、イスキア島、テネリフェ、パリ室内楽等出演。
2021年7月パリ・マドレーヌ寺院でクラシックとジャズ融合プログラムを手掛け世界初演開催。
「品川区ゆかりアーティスト」「わ！しながわ地域応援プロジェクト」、品川フィルハーモニー・アンサンブル音楽制作事業2021年7月文化庁AFF、2022年12月文化庁AFF 2年連続採択、2022年創立時約束の12周年記念公演主催。
調布FMの「東京オアシス」に2023年12月14日放送にゲスト出演した。
2023年度10月(公財) 品川文化振興事業団主催「スクエア荏原10周年記念事業」、2024年3月きゅりあん大ホール公演決定。
2010年、品川フィルハーモニー・アンサンブル創立・代表理事。